# Teesdorf
Teesdorf är en ort och kommun i Österrike. Den ligger i distriktet Baden i förbundslandet Niederösterreich, 30 km söder om huvudstaden Wien. 